# Григорівська сільська рада (Старокостянтинівський район)
Офіційний сайт: http://grygorivska.rada.org.ua/ [Архівовано 19 лютого 2019 у Wayback Machine.]
Григорі́вська сільська́ ра́да — адміністративно-територіальна одиниця та орган місцевого самоврядування у Старокостянтинівському районі Хмельницької області. Адміністративний центр — село Григорівка.

## Загальні відомості
Григорівська сільська рада утворена в 1928 році.
- Територія ради: 65,967 км²
- Населення ради: 2 447 осіб (станом на 2001 рік)
- Територією ради протікає річка Случ

## Населені пункти
Сільській раді були підпорядковані населені пункти:
- с. Григорівка
- с. Воронківці

## Склад ради
Рада складалася з 18 депутатів та голови.
- Голова ради: Простак Анатолій Сергійович

### Керівний склад попередніх скликань
| Прізвище, ім'я, по батькові  | Основні відомості                                                 | Дата обрання | Дата звільнення |
| ---------------------------- | ----------------------------------------------------------------- | ------------ | --------------- |
| Явдощук Володимир Андрійович | Сільський голова, 1957 року народження, безпартійний              | 26.03.2006   | 31.10.2010      |
| Простак Анатолій Сергійович  | Сільський голова, 1962 року народження, освіта вища, безпартійний | 31.10.2010   |                 |

Примітка: таблиця складена за даними сайту Верховної Ради України

### Депутати
За результатами місцевих виборів 2010 року депутатами ради стали:

#### За суб'єктами висування
| Суб'єкт висування                                                                    | Кількість обраних депутатів | %    |
| ------------------------------------------------------------------------------------ | --------------------------- | ---- |
| Народна партія                                                                       | 8                           | 44,4 |
| Партія регіонів                                                                      | 5                           | 27,8 |
| Політична партія «Сильна Україна»                                                    | 2                           | 11,1 |
| Самовисування                                                                        | 2                           | 11,1 |
| Політична партія «УДАР (Український Демократичний Альянс за Реформи) Віталія Кличка» | 1                           | 5,6  |

#### За округами
| № округу                                                                             | Прізвище, ім'я, по батькові      | Дата визнання обраним | Освіта             | Партійна приналежність                                                                     | Відомості про обраного депутата                                  |
| ------------------------------------------------------------------------------------ | -------------------------------- | --------------------- | ------------------ | ------------------------------------------------------------------------------------------ | ---------------------------------------------------------------- |
| Народна Партія                                                                       |                                  |                       |                    |                                                                                            |                                                                  |
| 7                                                                                    | Крупська Наталія Михайлівна      | 01.11.2010            | середня спеціальна | член Народної партії                                                                       | Григорівська сільська рада, рахівник                             |
| 11                                                                                   | Гаврилюк Ніна Володимирівна      | 01.11.2010            | середня спеціальна | член Народної партії                                                                       | фельдшерсько-акушерський пункт с. Воронківці, завідувачка        |
| 12                                                                                   | Янковський Андрій Андрійович     | 01.11.2010            | вища               | позапартійний                                                                              | Настоятель храму с. Воронківці, священослужитель                 |
| 13                                                                                   | Шпаченко Сергій Володимирович    | 01.11.2010            | вища               | позапартійний                                                                              | Настоятель храму с. Немиренці, священослужитель                  |
| 14                                                                                   | Омелянюк Тетяна Іллівна          | 01.11.2010            | середня спеціальна | член Народної партії                                                                       | ПОП «Реал», завідувачка складом                                  |
| 15                                                                                   | Янковський Валерій Миколайович   | 01.11.2010            | середня спеціальна | член Народної партії                                                                       | ТОВ" Подільський бекон", водій                                   |
| 17                                                                                   | Гаврилюк Микола Петрович         | 01.11.2010            | середня спеціальна | позапартійний                                                                              | ПОП «Реал», водій                                                |
| 18                                                                                   | Прокопюк Віктор Іванович         | 01.11.2010            | середня спеціальна | член Народної партії                                                                       | ТОВ «Подільський бекон», головний інженер                        |
| Партія регіонів                                                                      |                                  |                       |                    |                                                                                            |                                                                  |
| 1                                                                                    | Дідик Михайло Данилович          | 01.11.2010            | середня спеціальна | позапартійний                                                                              | тимчасово не працює                                              |
| 3                                                                                    | Катревич Юрій Романович          | 01.11.2010            | середня спеціальна | позапартійний                                                                              | Григорівська загальноосвітня школа, кочегар                      |
| 6                                                                                    | Пріказчиков Олександр Леонідович | 01.11.2010            | середня спеціальна | позапартійний                                                                              | ФГ ВМС, водій                                                    |
| 9                                                                                    | Крутобера Тетяна Степанівна      | 01.11.2010            | вища               | позапартійна                                                                               | Григорівська загальноосвітня школа, вчитель                      |
| 16                                                                                   | Прудкий В'ячеслав Васильович     | 01.11.2010            | вища               | позапартійний                                                                              | ТОВ «Подільський бекон», директор                                |
| Політична партія «Сильна Україна»                                                    |                                  |                       |                    |                                                                                            |                                                                  |
| 2                                                                                    | Гадайчук Наталія Петрівна        | 01.11.2010            | вища               | член Політичної партії «Сильна Україна»                                                    | тимчасово не працює                                              |
| 5                                                                                    | Горбалюк Галина Володимирівна    | 01.11.2010            | середня спеціальна | член Політичної партії «Сильна Україна»                                                    | Григорівська бібліотека, зав бібліотеки                          |
| Політична партія «УДАР (Український Демократичний Альянс за Реформи) Віталія Кличка» |                                  |                       |                    |                                                                                            |                                                                  |
| 4                                                                                    | Якимовський Віталій Михайлович   | 01.11.2010            | вища               | член Політичної партії «УДАР (Український Демократичний Альянс за Реформи) Віталія Кличка» | приватне підприємство                                            |
| Самовисування                                                                        |                                  |                       |                    |                                                                                            |                                                                  |
| 8                                                                                    | Якимовська Галина Семенівна      | 05.06.2011            | середня спеціальна | позапартійна                                                                               | Григорівська сільська рада, секретар                             |
| 10                                                                                   | Камінярська Ніна Петрівна        | 01.11.2010            | середня спеціальна | позапартійна                                                                               | Старокостянтинівський територіальний центр, соціальний працівник |